# Orazio Mariani
Orazio Mariani (* 21. Januar 1915 in Mailand; † 16. Oktober 1981) war ein italienischer Leichtathlet.
Mariani gewann bei den Olympischen Spielen 1936 in Berlin gemeinsam mit Gianni Caldana, Elio Ragni und Tullio Gonnelli die Silbermedaille in der 4-mal-100-Meter-Staffel hinter der US-amerikanischen und vor der deutschen Mannschaft. Bei den Leichtathletik-Europameisterschaften 1938 in Paris wurde er Zweiter im 100-Meter-Lauf und erreichte mit der Staffel den vierten Platz.
Orazio Mariani war 1,79 m groß und hatte ein Wettkampfgewicht von 76 kg. Er startete für die G. S. Baracca Milano.